# Witchblade (anime)
Witchblade (ウィッチブレイド?) es una serie de anime basada en un comic book estadounidense del mismo nombre. En lugar de una adaptación de la historia original, los productores decidieron crear toda una nueva configuración, con nuevos personajes. Es una coproducción entre el estudio japonés Gonzo y la editorial Top Cow, que tiene los derechos para la franquicia de Witchblade. El anime lo dirigió Yoshimitsu Ohashi y el diseño de personajes recayó en Makoto Uno.

## Argumento
En este nuevo enfoque del universo de Witchblade, el personaje principal es Masane Amaha, una mujer que, a pesar de sus buenas intenciones, es bastante torpe y mala en las labores domésticas. Pierde la memoria durante una catástrofe de naturaleza desconocida que asola Tokio, aunque la encuentran ilesa en el punto cero de la catástrofe, con un extraño brazalete en la mano y un bebé en brazos que los rescatistas asumen se trata de su hija.
Seis años después, regresa a Tokio con la pequeña, ahora llamada Rihoko y a quien cuida como una hija, ya que está convencida de que es su sangre. Tras llegar a la ciudad, una serie de problemas y peligros le revelan que la misteriosa joya adherida a su muñeca derecha es en realidad un legendario artefacto místico conocido como «Witchblade». Desde entonces, Masane participa en la lucha por el poder entre una gran empresa y un organismo gubernamental, mientras trata de vivir la vida pacíficamente con su hija.

## Personajes

### Principales
Masane Amaha (天羽 雅音 Amaha Masane?)
 Seiyū: Mamiko Noto
Protagonista de la serie, se trata de una mujer de veintitrés años. En ocasiones se comporta algo infantil, sin embargo su carácter y aspecto no aparenta serlo (de hecho, fue referenciada particularmente por Takayama, como un mono de montaña). Se volvió la portadora de la Witchblade durante una catástrofe que destruyó la mayor parte de Tokio hace seis años.
Es la madre afectuosa de Rihoko Amaha, aunque en muchas ocasiones Masane parece ser inmadura, haciendo de Rihoko como alguien más responsable, pero el apego e instinto protector por su hija son innegables. Durante la catástrofe de hace seis años Masane perdió la memoria y hasta la actualidad no la ha podido recuperar, los rescatistas la encontraron junto a una bebé recién nacida, Rihoko, por lo que las autoridades dieron por sentado que eran madre e hija. Actualmente, la División de Protección de la infancia de la NSWF quiere llevarse a Rihoko porque Masane no tiene ingresos con que cuidar a Rihoko y existe la posibilidad que no sea su madre.
A lo largo de la historia se revela que efectivamente Masane no es la madre de Rihoko ni tampoco la genuina portadora de la Witchblade. Durante el cataclismo el brazalete la escogió como una portadora provisoria que criara y protegiera a la niña ya que Rihoko es quien en el futuro será la genuina dueña del brazalete.
Como portadora de la Witchblade, al pelear, ella gana capacidades sobrehumanas, tales como habilidad regenerativas, velocidad, resistencia y fuerza, pero su personalidad normal es eclipsado por la de un Berserker, lo cual deriva un placer erótico de combate al derramar sangre; a pesar de que no es una portadora genuina, sus habilidades superan con creces a las de otras guerreras que usan cloneblades y puede usar el potencial de la Witchblade casi como una genuina elegida.
Rihoko Amaha (天羽 梨穂子 Amaha Rihoko?)
 Seiyū: Akemi Kanda
Es la hija de seis años de Masane Amaha, es apodada Riko. Aunque es la hija de Masane, actúa más como la madre, sabia y responsable. Rihoko hace las compras, cocina, limpia y todas las otras labores del hogar, aunque no le importa hacer estas cosas en absoluto ya que Masane es inepta en estos quehaceres y ella disfruta hacerlos, destacando especialmente como cocinera.
Al inicio de la serie la División de Protección de la infancia de la NSWF intentaba hacerse con la custodia de Rihoko ya que Masane no tenía empleo y ningún modo de cuidar de ella en caso de enfermedad o en casos de urgencia.
Más tarde es revelado que los padres biológicos de Rihoko son Reina Soho y Takayama y que Rihoko está destinada a ser la legítima portadora de la Witchblade cuando sea adulta.
Yuusuke Tozawa (斗沢 祐介 Tōzawa Yūsuke?)
 Seiyū: Masaya Matsukaze
Yuusuke Tozawa es un fotógrafo independiente de 26 años. De experiencias pasadas, él prefiere usar cámaras regulares en lugar de cámaras digitales. En un inicio se interesa en el número de asesinatos en serie que tienen lugar en la ciudad e investiga el asunto, lo cual lo lleva a la Witchblade.

### Secundarios
Reina Soho (蘇峰 玲奈 Soho Reina?)
 Seiyū: Mie Sonozaki
Reina Soho es un Neógeno cloneblade de 26 años que trabaja como Especialista en Medicina Forense en el NSWF (National Scientific Welfare Foundation). Ella es una mujer fuerte e inteligente. Sin embargo, es bastante egocéntrica a diferencia de la mayor parte de sus colegas de la Primera generación.
Shiori Tsuzuki (都築 栞 Tsuzuki Shiori?)
 Seiyū: Shizuka Ito
Shiori actúa como secretaria y asistente de Reina. Tiene 26 años, es lesbiana y se siente sexualmente atraída por su jefa (aunque esta parte es principalmente cortada y censurada en la versión japonesa) a quien cariñosamente se refiere como "Sensei". También es una neogenica y fue la primera que luchó contra Masane.

## Episodios
| N.º | Título                     | Estreno                  |
| --- | -------------------------- | ------------------------ |
| 1   | «Comienzo» «Shi» (始)      | 5 de abril de 2006       |
| 2   | «Desconcierto» «Waku» (惑) | 12 de abril de 2006      |
| 3   | «Desafío» «Kō» (抗)        | 19 de abril de 2006      |
| 4   | «Movimiento» «Dō» (動)     | 26 de abril de 2006      |
| 5   | «Búsqueda» «Tan» (探)      | 3 de mayo de 2006        |
| 6   | «Cambio» «Hen» (変)        | 10 de mayo de 2006       |
| 7   | «Pasado» «Ka» (過)         | 17 de mayo de 2006       |
| 8   | «Reciprocidad» «Go» (互)   | 24 de mayo de 2006       |
| 9   | «Tristeza» «Ai» (哀)       | 31 de mayo de 2006       |
| 10  | «Interacción» «Kō» (交)    | 7 de junio de 2006       |
| 11  | «Peligro» «Ki» (危)        | 14 de junio de 2006      |
| 12  | «Prisionero» «Shū» (囚)    | 21 de junio de 2006      |
| 13  | «Separación» «Betsu» (別)  | 28 de junio de 2006      |
| 14  | «Familia» «Ka» (家)        | 5 de julio de 2006       |
| 15  | «Lazos» «Han» (絆)         | 12 de julio de 2006      |
| 16  | «Relajación» «Kei» (憩)    | 19 de julio de 2006      |
| 17  | «Confusión» «Saku» (錯)    | 26 de julio de 2006      |
| 18  | «Giro» «Ten» (転)          | 2 de agosto de 2006      |
| 19  | «Sentimientos» «Shi» (思)  | 9 de agosto de 2006      |
| 20  | «Solicitud» «Gan» (願)     | 16 de agosto de 2006     |
| 21  | «Promesa» «Sei» (誓)       | 30 de agosto de 2006     |
| 22  | «Informe» «Koku» (告)      | 6 de septiembre de 2006  |
| 23  | «Caos» «Ran» (乱)          | 13 de septiembre de 2006 |
| 24  | «Luz» «Kō» (光)            | 20 de septiembre de 2006 |

- Datos: Q2030675